# Francisco Umbral
Francisco Umbral (ur. 11 maja 1932 w Madrycie, zm. 28 sierpnia 2007) – hiszpański powieściopisarz i publicysta. 
Był autorem ponad 80 książek w tym między innymi Mortal y rosa (Śmiertelnik i róża) z 1975 r., oraz Trilogía de Madrid (Trylogia madrycka) z 1984 r. Popularność przyniosły mu teksty publikowane w najpoczytniejszych krajowych dziennikach: „ABC“, „El Mundo“ i  „El País“. 
W 1996 r., został wyróżniony Nagrodą Księcia Asturii w dziedzinie literatury, przez Hiszpańską Królewską Akademię Języka, a w 2000 r., otrzymał prestiżową Nagrodę Cervantesa przyznaną mu za całokształt twórczy. 
Książki Umbrala jak dotąd nie były tłumaczone na język polski. 
Zmarł w wyniku zatrzymania akcji serca w podmadryckiej klinice Boadilla del Monte.